# Ближний Хамхар
Ближний Хамхар — деревня в Нукутском районе Усть-Ордынского Бурятского округа Иркутской области. Находится на территории муниципального образования «Нукуты». Статуса самостоятельного населённого пункта не имеет.

## География
Населённый пункт располагается слева от дороги в село Хадахан, в 15 километрах от села Нукуты.

## История
В населённом пункте функционировал колхоз «Октябрь», который в 1934 году был объединён с колхозами «Красный Ворот-Онгой» (с. Ворот-Онгой) под общим названием «Куйбышев».

## Достопримечательности
В населённом пункте расположен столетний дом литовских переселенцев, перенесённый сюда в 1990-х из села Закулей в качестве жилья для фермера.

## Экономика
Населённый пункт состоит из двух подсобных хозяйств. Одно из них специализируется на коневодстве, там насчитывается около 200 голов лошадей. Большинство их разводятся для продажи на мясо, другие —  для конных соревнований (скачек).

## Инфраструктура
В Ближнем Хамхаре присутствуют электричество и вода. В 2007 году по президентской программе был проведён телефон.

## Население
Ближний Хамхар —  один из самых маленьких населённых пунктов Нукутского района. На 2009 год там проживали 6 человек.